# Modelo de oferta y demanda agregada

Oferta agregada y demanda agregada

El modelo de oferta y demanda agregada o modelo OA-DA es un modelo macroeconómico que explica el nivel de precios y de producción. Se basa en la teoría de John Maynard Keynes que se presentan en su obra la Teoría general del empleo, el interés y el dinero. Es una de las representaciones simplificadas primarias en el moderno campo de la macroeconomía, y es utilizado por una amplia gama de los economistas, liberales, monetaristas partidarios del laissez-faire, como Milton Friedman, de post-keynesianos partidarios del intervencionismo económico, tales como Joan Robinson.
El modelo convencional de "la oferta y la demanda agregada" es, en realidad, una visualización keynesiana que ha llegado a ser una imagen ampliamente aceptada de la teoría. El modelo de la oferta y la demanda clásica, que se basa en gran medida en la ley de Say -que la oferta crea su propia demanda representa la curva de oferta agregada de ser vertical en todo momento (no sólo en el largo plazo).

## Modelado
El modelo OA-DA se utiliza para ilustrar el modelo keynesiano del ciclo económico. Los movimientos de las dos curvas se pueden utilizar para predecir los efectos que diversos eventos exógenos tendrán sobre dos variables: el PIB real y el nivel de precios. Además, el modelo puede ser incorporado como un componente en cualquiera de una variedad de modelos dinámicos (modelos de cómo las variables como el nivel de precios y otros evolucionan con el tiempo). El modelo DA-OA puede estar relacionado con la curva de Phillips o la inflación de precios y el desempleo.

## Curva de demanda agregada
La curva de demanda agregada se define por la renta de equilibrio IS-LM en los diferentes niveles de precios posibles. La curva de demanda agregada AD, tiene pendiente negativa, se deriva del modelo IS-LM.
Muestra las combinaciones de nivel de precios y el nivel de la producción en el que los mercados de bienes y activos están simultáneamente en equilibrio. La figura muestra arriba IS y LM curvas, donde la curva LM se desplaza hacia abajo a la derecha para LM 'y cambiantes por lo tanto el nuevo equilibrio a E', donde los bienes y el mercado monetario se limpia. Ahora, el nuevo nivel de producción Y 'se corresponde con el menor nivel de precios P'. Por lo tanto una reducción en el precio, que se muestra en la figura, lleva a un aumento en el equilibrio y el gasto.
La ecuación de la curva DA en términos generales es:
{\displaystyle Y=Y^{d}({\tfrac {M}{P}},G,T,Z_{1})}
donde Y es el PIB real, M es el suministro de dinero nominal, P es el nivel de precios, G es el gasto del gobierno real, T es un componente exógeno de los impuestos reales que gravan, y Z1 es un vector de otras variables exógenas que afectan la localización de la curva IS (influencias exógenas sobre cualquiera de los componentes del gasto) o la curva LM (influencias exógenas sobre la demanda de dinero). La oferta real de dinero tiene un efecto positivo sobre la demanda agregada, al igual que el gasto público real (lo que significa que cuando cambia la variable independiente en una sola dirección, los cambios de la demanda agregada en la misma dirección); el componente exógeno de impuestos tiene un efecto negativo en él.

## Pendiente de la curva DA
La pendiente de la curva DA refleja el grado en que los saldos reales cambian el nivel de equilibrio del gasto, teniendo tanto los activos como los mercados de bienes en consideración. Un aumento en los saldos reales conducirá a un mayor incremento de la renta de equilibrio y el gasto, menor será la capacidad de respuesta de interés de la demanda de dinero y cuanto mayor sea la capacidad de respuesta de interés de la demanda de inversión. Un aumento en los saldos reales conduce a un mayor nivel de ingreso y el gasto, mayor será el valor de multiplicador y la más pequeña es la respuesta de ingreso de la demanda de dinero.
Esto implica que: La curva DA es más plana menor será la capacidad de respuesta de interés de la demanda de dinero y más grande es la capacidad de respuesta de interés de la demanda de inversión. Además, la curva es más plana AD, mayor es el multiplicador y el más pequeño la capacidad de respuesta ingresos de la demanda de dinero.

## Efecto de la expansión monetaria sobre la curva DA

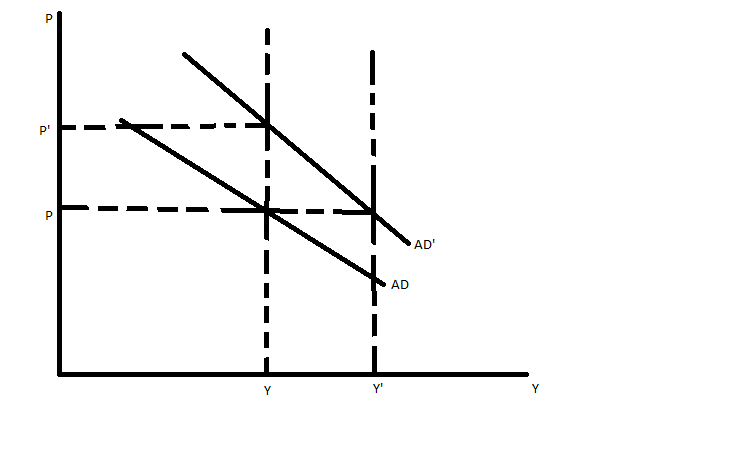
Agregados curva de demanda se desplaza hacia la derecha en el caso de una expansión monetaria

Un aumento en la cantidad nominal de dinero conduce a un mayor stock de dinero real en cada nivel de precios. En el mercado de activos, la disminución de las tasas de interés induce al público a mantener mayores saldos reales. Estimula la demanda agregada y por lo tanto aumenta el nivel de equilibrio de ingresos y spending. Por lo tanto, se puede ver en el diagrama, la curva de demanda agregada se desplaza hacia la derecha en caso de una expansión monetaria. 

## Curva de oferta agregada
La curva de oferta agregada puede reflejar el desequilibrio del mercado laboral o el equilibrio del mercado laboral. En cualquier caso, muestra la cantidad de producción que suministran las empresas a distintos niveles de precios potenciales. La curva de oferta agregada (curva AS) describe, para cada nivel de precio dado, la cantidad de producción que las empresas planean suministrar. 
La curva de oferta agregada keynesiana muestra que la curva AS es significativamente horizontal, lo que implica que la empresa suministrará la cantidad de bienes demandada a un nivel de precio particular durante una depresión económica . La idea detrás de esto es que hay desempleo, las empresas pueden obtener fácilmente toda la mano de obra que deseen a ese salario actual y la producción puede aumentar sin ningún costo adicional (por ejemplo, las máquinas están inactivas y pueden encenderse). Por lo tanto, se supone que los costos promedio de producción de las empresas no cambian a medida que cambia su nivel de producción. Esto proporciona una justificación para el apoyo keynesiano a la intervención del gobierno. La producción total de una economía puede disminuir sin que el nivel de precios disminuya; este hecho, junto con la creencia keynesiana de que los salarios son inflexibles a la baja, aclara la necesidad de un estímulo gubernamental. Como los salarios no pueden ajustarse lo suficientemente rápido como para que la oferta agregada se desplace hacia afuera y mejore la producción total, el gobierno debe intervenir para lograr este resultado. Sin embargo, la curva de oferta agregada keynesiana también contiene una región con pendiente normal hacia arriba donde la oferta agregada responde en consecuencia a los cambios en el nivel de precios. La pendiente ascendente se debe a la ley de rendimientos decrecientes a medida que las empresas aumentan su producción, lo que indica que será marginalmente más costoso lograr el mismo nivel de mejora en la capacidad productiva a medida que crecen las empresas. También se debe a la escasez de recursos naturales, cuya rareza hace que el aumento de la producción también se vuelva más costoso. La sección vertical de la curva keynesiana corresponde al límite físico de la economía, donde es imposible aumentar la producción.
La curva de oferta agregada clásica comprende una curva de oferta agregada a corto plazo y una curva de oferta agregada vertical a largo plazo. La curva de corto plazo visualiza la producción planificada total de bienes y servicios en la economía a un nivel de precio particular. El "corto plazo" se define como el período durante el cual solo los precios buenos finales se ajustan y los costos del factor, o insumos, no lo hacen. El "largo plazo" es el período después del cual los precios de los factores pueden ajustarse en consecuencia. La curva de oferta agregada a corto plazo tiene una pendiente ascendente por las mismas razones que la curva Keynesian AS tiene una: la ley de rendimientos decrecientes y la escasez de recursos. La curva de oferta agregada a largo plazo es vertical porque los precios de los factores se habrán ajustado. Los precios de los factores aumentan si se produce en un punto más allá de la producción de pleno empleo, desplazando la oferta agregada de corto plazo hacia adentro para que el equilibrio se produzca en algún lugar a lo largo de la producción de pleno empleo. Los monetaristas han argumentado que las políticas expansivas del lado de la demanda favorecidas por los economistas keynesianos son exclusivamente inflacionarias. A medida que la curva de demanda agregada se desplaza hacia afuera, el nivel general de precios aumenta. Este aumento en el nivel de precios hace que los hogares, o los propietarios de los factores de producción, demanden precios más altos por sus bienes y servicios. La consecuencia de esto es el aumento de los costos de producción para las empresas, lo que hace que la demanda agregada a corto plazo cambie hacia adentro. El resultado final teórico es la inflación.
El modelo AS-AD principal contiene tanto una curva de oferta agregada (LRAS) a largo plazo como una curva de oferta agregada a corto plazo (SRAS) que combina esencialmente los modelos clásico y keynesiano. A corto plazo, los salarios y otros precios de los recursos son rígidos y lentos para ajustarse a los nuevos niveles de precios. Esto da paso al SRAS con pendiente ascendente. En el largo plazo, los precios de los recursos se ajustan al nivel de precios, lo que lleva a la economía a una producción de pleno empleo; a lo largo de LRAS vertical.

### Cambios en las curvas de oferta agregadas
El modelo keynesiano, en el que no existe una curva de oferta agregada a largo plazo y, el modelo clásico, que representa el caso de la curva de oferta agregada a largo plazo, se ven afectados por los mismos determinantes. Cualquier evento que resulte en un cambio en los costos de producción desplaza las curvas hacia afuera o hacia adentro si los costos de producción se reducen o aumentan, respectivamente. Algunos factores que afectan los costos de producción a corto plazo incluyen: impuestos y subsidios, precio de la mano de obra (salarios) y precio de las materias primas. Estos factores cambian las curvas de corto plazo exclusivamente . Los cambios en la cantidad y calidad del trabajo y el capital afectan tanto a las curvas de oferta a largo como a corto plazo. Una mayor cantidad de mano de obra o capital corresponde a un precio menor para ambos. Una mayor calidad en trabajo o capital corresponde a un mayor rendimiento por trabajador o máquina.
La curva de oferta agregada a largo plazo del modelo clásico se ve afectada por eventos que afectan la producción potencial de la economía. Los factores giran en torno a los cambios en la calidad y cantidad de factores de producción.